# Teletruria
Teletruria è un'emittente televisiva interregionale con sede ad Arezzo, che trasmette i suoi contenuti in tutta la Toscana sul canale 16 del digitale terrestre e in Umbria sull’88.

## Storia dell'emittente

### Le origini
Pioniera in Italia nel campo dell'emittenza televisiva privata e locale, la rete nacque nel novembre 1974 (inizialmente con la denominazione Teletruria 2000) per iniziativa di Gianfranco Duranti. La sede era ad Arezzo, in Corso Italia 205 e le prime trasmissioni furono diffuse via cavo a partire dal dicembre dello stesso anno. Dal febbraio 1975 iniziarono le trasmissioni via etere (sul canale UHF 35) con copertura di un limitato territorio della provincia di Arezzo.
Nel 1978 la proprietà viene rilevata dal gruppo tessile aretino Lebole. In un momento in cui, nonostante la liberalizzazione delle frequenze radiofoniche e televisive da parte dello Stato a favore di soggetti privati, molti erano i dubbi ed i contrasti che mettevano a rischio l'esistenza delle emittenti private, Teletruria fu una delle protagoniste di un'accesa battaglia legale che si concluse con il pieno riconoscimento del diritto all'esistenza dei nuovi soggetti in considerazione dei principi inviolabili connessi alla libertà di stampa e di espressione delle proprie opinioni come sancito dalla Costituzione Italiana.
Negli anni Ottanta l'emittente amplia gradualmente l'area di coperta dal proprio segnale utilizzando nuovi canali di trasmissione, arrivando ad essere visibile in pressoché l'intero territorio provinciale e parte delle province di Siena, Perugia e Firenze. Il Telegiornale serale dell'emittente, la Videocronaca Aretina, diviene il punto di riferimento dell'informazione televisiva locale, mentre la programmazione quotidiana si arricchisce di nuove trasmissioni: sono gli anni in cui nascono trasmissioni storiche come Caffè Bollente, Il Giochino, Buongiorno Etruria, L'Etruria che Lavora. Sempre di più Teletruria si connota come emittente il cui palinsesto è caratterizzato da proprie esclusive produzioni. Nel 1983 l'emittente viene acquisita da Benito Butali.
Negli anni Novanta Teletruria entra a far parte del consorzio Italia 9 Network, proponendo alcuni programmi a respiro nazionale forniti dalla syndication (rubriche, telefilm, telenovelas), ma conservando ed ampliando la propria larga quota di trasmissioni autoprodotte; nascono produzioni come Esplorando, Chi Sono Cosa Fanno, Salute e Ambiente, Maramao e Terra di Arezzo. È anche il decennio in cui l'emittente si rende promotrice del Premio Protagonisti Chimera d'Oro che viene conferito a personaggi di rilievo che con la loro attività hanno contribuito alla promozione del territorio aretino nel mondo. Fra i premiati vanno ricordate figure del calibro di François Mitterrand, Amintore Fanfani, Ivo Pitanguy, Renato Dulbecco, Franco Chioccioli, Carlo Fabbriciani, Venturini Venturi, Enzo Ghinazzi (in arte Pupo), Walter Veltroni, Vittorio Sgarbi, Giuliano Amato, Mauro Ferri, Francesco Graziani. Per fornire ai telespettatori un servizio di sempre migliore qualità durante il decennio Teletruria avvia il proprio servizio di teletext.
Il 5 maggio 2004 Teletruria inizia la sperimentazione di diffusione in digitale terrestre ed il 28 marzo 2005 prendono il via le trasmissioni di un nuovo canale tematico esclusivamente diffuso su digitale terrestre ed interamente dedicato allo sport, Teletruria Sport, dove trovano spazio avvenimenti sportivi non trasmessi da tutte le altre emittenti, dal calcio professionistico e dilettantistico al podismo, dal ciclismo al volley ed al basket, dagli spot motoristici a quelli natatori. Nel gennaio del 2006 entra a far parte del nuovo gruppo denominato Etruria Media Group l'emittente locale 102Tv, con sede a Subbiano (AR) mentre nel maggio del 2008 la sede dell'emittente viene trasferita nei nuovi studi di proprietà costruiti a Case Nuove di Ceciliano. Questo rende possibile, il 1º ottobre 2009, accorpare gli studi, gli uffici e la messa in onda di 102Tv presso la stessa sede, dopo che nel settembre 2008 il canale era stato convertito al sistema digitale terrestre.
All'inizio di novembre 2011 anche in Toscana avviene lo switch-off e tutte le trasmissioni televisive migrano al digitale terrestre. Il sistema delle assegnazioni si conclude con il posizionamento alla numerazione LCN 10 per il proprio canale principale, cioè il primo di quelli messi a disposizione delle emittenti locali all'interno dell'area regionale, mentre il canale denominato Teletruria 2-102Tv viene posizionato alla numerazione 87. Un anno e mezzo dopo circa, prendono il via le trasmissioni del terzo canale del bouquet dell'emittente, Teletruria2, alla numerazione 185.
La transizione al nuovo sistema di trasmissione consente a Teletruria di potersi proiettare su un bacino di utenza che mai era stato così ampio nella sua storia: le intere Province di Arezzo, Siena, Firenze, Prato, Pistoia e parte di quelle di Grosseto, Pisa, Livorno e Perugia.
In questi stessi anni Teletruria si è affacciata anche sul mondo del web, costruendo una propria piattaforma che permette di accedere a molti dei suoi contenuti attraverso il proprio sito e le proprie pagine sui principali social network, ma anche di vedere in diretta la sua programmazione giornaliera attraverso il live streaming.

## Programmi

### Intrattenimento e attualità
- Caffè Bollente
- Economia
- Focus Weekend
- Block Notes
- Odeon
- Aspettando La Giostra
- Talenti alla Ribalta
- Banda Piccoli Chef
- Kilometro Lanciato
- Bengodi
- Linea Diretta
- Pianeta UISP
- Magazine
- Qua la Zampa
- 910

### Informazione
- Tg Mattina
- Tg Flash ore 14.00
- Tg Vallate
- 360°
- Tg Teletruria 2-102Tv
- VA 7
- Tg Sport
- Sabato Sport
- Domenica Sport
- Breaking News

## Area di copertura
Teletruria diffonde il proprio segnale televisivo nell'intera regione Toscana dove è visibile al canale 16, e nella regione Umbria al canale 88.